# Bourcq
Bourcq – miejscowość i gmina we Francji, w regionie Grand Est, w departamencie Ardeny.
Według danych na rok 1990 gminę zamieszkiwało 76 osób, a gęstość zaludnienia wynosiła 8 osób/km².

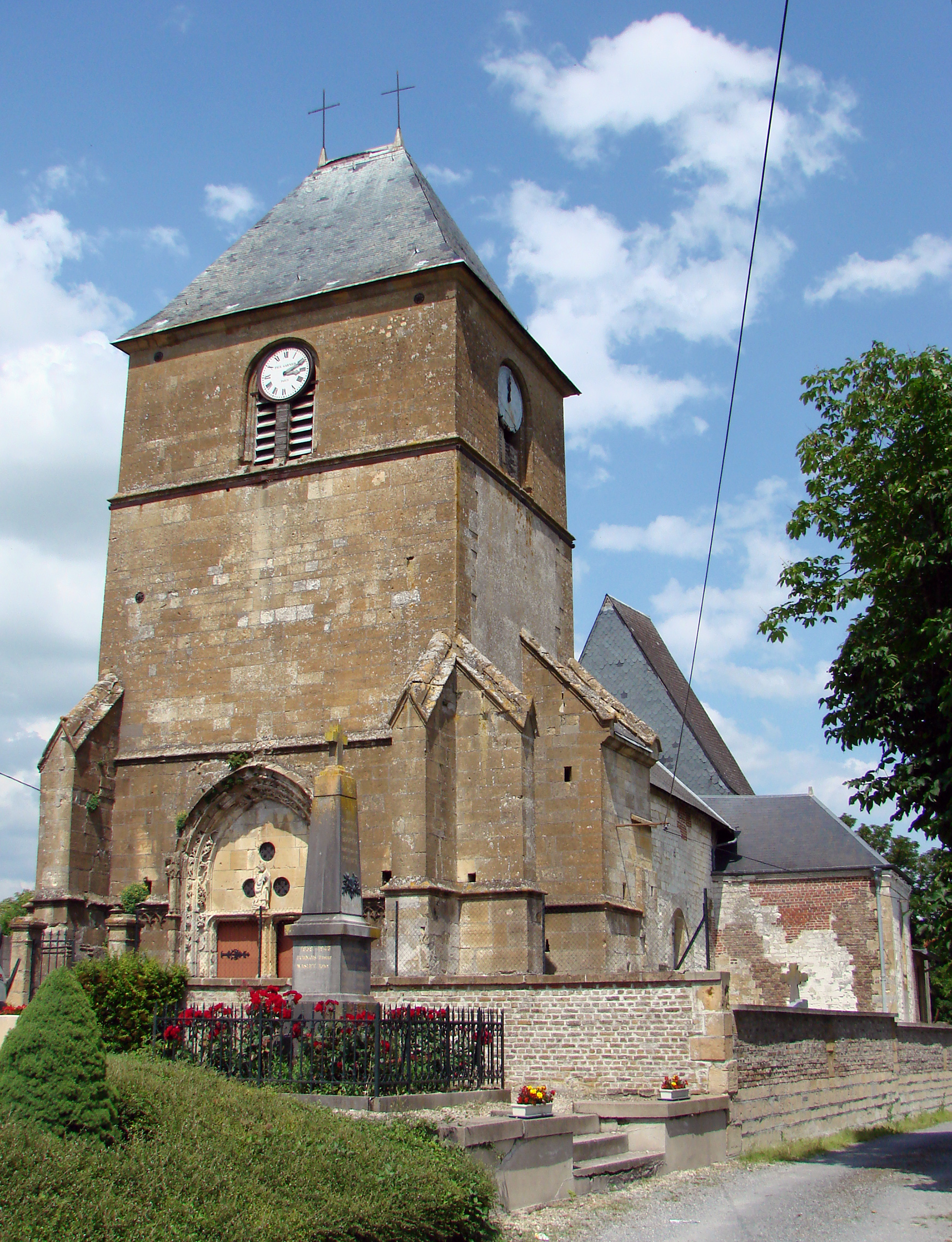
Kościół w Bourcq, 2007